# Bwakila Chini
Bwakila Chini è una circoscrizione rurale (rural ward) della Tanzania situata nel distretto rurale di Morogoro, regione di Morogoro. Conta una popolazione di 13 718 abitanti (censimento 2012).